# Bubble Tag
Bubble Tag - technologia zabezpieczeń oparta na kodach pęcherzykowych. 

Trójwymiarowe pęcherzyki powstają w samorzutnie jako naturalne zjawisko w polimerach. Ich rozmieszczenie i wielkość jest przypadkowe; nie można sterować tym procesem. Na konkretniej płytce polimerowej pojawia się praktycznie niepowtarzalny układ pęcherzyków. 
Jeśli płytkę z pęcherzykami przyporządkujemy jakiejś konkretnej rzeczy (np. dokumentowi) i stworzymy bazę danych w postaci par: zeskanowana płytka polimerowa i przypisany do niej przedmiot, wówczas ten przedmiot uzyskuje zabezpieczenie, którego nie sposób podrobić. 

Prooftag brany jest pod uwagę przez UEFA jako forma zabezpieczenia produktów na Mistrzostwa Europy 2012.